# 松永光弘 (編集者)
松永 光弘 (まつなが みつひろ)は、日本の編集者。ただし松永自身は編集者と名乗ることは多くなく、通常は「編集家」という肩書きを用いている。

## 人物
大阪府出身。東大寺学園中学校・高等学校卒業。京都大学経済学部中退。
出版にとらわれない広義の「編集」の研究家および実践家であり、普遍性の高い定義の不在が編集という手法の普及の妨げになっていると主張する。編集を「組み合わせの中で価値や意味を引き出すこと」と定義し、企業のブランディングやコミュニケーション、サービス開発、教育事業、地域創生など、さまざまなシーンで「人、モノ、コトの編集」に取り組む他、情報の編集術や編集思考について企業や教育機関などで指導を行っている。
広告やデザインなどのクリエイティブジャンルの書籍の多数手がけている。企画・編集した書籍には、バイブルとして長く読みつがれているものが多い。
パナソニックグループのロボットベンチャーATOUNなど数社の企業のアドバイザーを長年にわたって務めており、日本における顧問編集者の先駆的存在である。

## エピソード
- 2011年頃、ある広告界の重鎮的人物が天野祐吉に雑誌「広告批評」の復刊を願い出たところ、天野が「松永が編集長をやるならやろう」と答えたことから、２年近く復刊準備に取り組んだことがある（2013年の天野の急逝によって頓挫）[4]。松永本人は立てられた白羽の矢を「荷が重い」と一度は辞退したが、天野の「路頭に迷うかもしれないくらいの挑戦をしなくちゃ人生なんておもしろくないよ」という言葉で翻意したという[5]。

## 編集した書籍
- 眞木準（編）『ひとつ上のプレゼン。』2005年
- 眞木準（編）『ひとつ上のアイディア。』2005年
- 眞木準（編）『ひとつ上のチーム。』2006年
- 小沢正光『プロフェッショナルプレゼン。』 2006年
- 谷山雅計『広告コピーってこう書くんだ！読本』2007年
- 小沢正光『プロフェッショナルアイディア。』2007年
- 京都広告塾『巧告。』2007年
- 京都広告塾『考告。』2007年
- 京都広告塾『効告。』2007年
- 阿部晶人・伊藤直樹・螺澤裕次郎・渡辺英輝『Webキャンペーンのしかけ方。』2007年
- 山本高史『案本』2008年
- 鎌田貴史・佐野勝彦・勅使河原一雅・遠崎寿義・中村洋基・深澤洋介・水藤祐之『Webデザインのプロだから考えること』2008年
- 天野祐吉・伊藤直樹・佐藤尚之・杉山恒太郎・谷山雅計・中島信也『広告も変わったねぇ。』2008年
- 伊藤直樹『「伝わる」のルール』2009年
- 小霜和也『欲しい ほしい ホシイ』2010年
- 小山薫堂・奥田政行・片山正通・後藤繁雄・嶋浩一郎・堂山昌司・中村勇吾・吉田正樹・箭内道彦『しかけ人たちの企画術』2011年
- 杉山恒太郎『クリエイティブマインド』2011年
- 博報堂ブランドデザイン『応援したくなる企業の時代』2011年
- 博報堂ブランドデザイン『あなたイズム』2011年
- 博報堂ブランドデザイン『ビジネス寓話50選』2012年
- 須田和博『使ってもらえる広告』2012年
- 天野祐吉『CM天気図 傑作選』2013年
- 博報堂ブランドデザイン『思考停止ワード44』2013年
- 博報堂ブランドデザイン『「個性」はこの世界に本当に必要なものなのか』2014年
- 藤子・F・不二雄、佐々木宏『新訳「ドラえもん」』2014年
- 水口克夫『アートディレクションの型。』2015年
- 水野学『「売る」から、「売れる」へ。水野学のブランディングデザイン講義』2016年
- 無印良品コミュニティデザインチーム『新しい買い物 買い物で理想の社会をつくる』2018年

## 著書
『「アタマのやわらかさ」の原理。クリエイティブな人たちは実は編集している』インプレス、2018年
『ささるアイディア。なぜ彼らは「新しい答え」を思いつけるのか』誠文堂新光社、2021年